# Дмитриев, Сергей Михайлович
Сергей Михайлович Дмитриев (1894—1920) — участник Белого движения, командир Кубанского стрелкового полка, полковник.

## Биография
Православный. Из дворян. Уроженец Калишской губернии.
Образование получил в Нижегородском графа Аракчеева кадетском корпусе, однако курса не окончил. С началом Первой мировой войны поступил в Тифлисское военное училище, по окончании ускоренного курса которого 1 декабря 1914 года был произведен в прапорщики. 29 июля 1915 года переведен в 11-й Кубанский пластунский батальон, а 24 сентября того же года произведен в хорунжие. Был младшим офицером 1-й сотни названного батальона. Произведен в сотники 14 января 1917 года. Из наград имел орден Св. Анны 4-й степени с надписью «за храбрость».
В Гражданскую войну участвовал в Белом движении на Юге России в составе 1-го Кубанского стрелкового полка Добровольческой армии и ВСЮР, полковник. 10 августа 1919 года назначен командиром того же полка. В Русской армии — в том же чине и должности. Смертельно ранен в бою 26 мая 1920 года. Награждён орденом Св. Николая Чудотворца
За то, что командуя Кубанским стрелковым полком 26 мая 1920 года в боях под Ново-Алексеевкой и с. Рождественским, будучи окружен со своим полком превосходными силами конницы противника, отбил все атаки и отбросил противника в бегство, чем воспрепятствовал его прорыву в тыл нашим войскам. При этом был смертельно ранен.

## Награды
- Орден Святой Анны 4-й ст. с надписью «за храбрость» (ВП 27.05.1916)
- Орден Святителя Николая Чудотворца (Приказ ВСЮР № 167, 11 июля 1920)